# Pacific 231
Pacific 231 (Mouvement Symphonique) è una composizione del compositore svizzero  Arthur Honegger, membro del Gruppo dei Sei, scritta nel 1923. È il primo poema di una trilogia che comprende il Movimento sinfonico n. 2, "Rugby", (1928) e il Movimento sinfonico n.3 del 1933. 

## Caratteristiche
Honegger scrisse questa composizione chiamandola dapprima semplicemente "Mouvement Symphonique" poi, visto anche il soggetto dell'ispirazione, decise di intitolarlo "Pacific 231" in onore di un tipo di locomotiva che il compositore amava particolarmente. Honegger era infatti un grande amante dei treni a vapore; scrisse una volta:
(Arthur Honegger, 1923)
La musica di questa composizione può essere considerata musica a programma in quanto descrive esattamente le intenzioni dell'autore nel filmare questa locomotiva in azione, anche se, a dispetto di una completa classificazione in questo genere, l'opera è più meditata e a tratti mediata dalle emozioni di Honegger, attraverso l'uso di armonie complesse, spesso politonali e l'uso di effetti musicali quali le sordine negli ottoni. Tali artifici creano un fragoroso crescendo, a tratti molto impegnativi all'orecchio, a tratti di grande freschezza musicale.

Va notato che il "231" del titolo si riferisce al rodiggio della locomotiva nella notazione francese: in questo caso i due assali anteriori del carrello di guida, i tre assali delle grandi ruote motrici e un assale portante sotto la cabina del macchinista. Tale rodiggio era tipico delle locomotive per treni espressi veloci - probabilmente il compositore si ispirò alla locomotiva Gruppo 01 delle ferrovie tedesche - e si legge 2-3-1, pertanto il titolo esatto del poema dovrebbe essere letto "Pacific 2-3-1".

## La prima esecuzione
La prima esecuzione si tenne l'8 maggio 1924 presso il Teatro dell'Opéra di Parigi ma alcuni critici, fra i quali il direttore d'orchestra Serge Koussevitzky (che diresse la prima assoluta), parlarono di una "confusione nella testa" del compositore e considerarono "Pacific 231" un mero collage di rumori ferroviari. Queste critiche spinsero il giovane Honegger a cambiare parzialmente la sua idea musicale, sebbene nel 1928 egli componesse il secondo poema sinfonico della trilogia "Rugby", ispirato ad una partita di rugby vera e propria e composto con le stesse strutture musicali.